# What a Girl Wants
«What a Girl Wants» (en español: "Lo que una chica quiere") es el segundo sencillo del álbum debut Christina Aguilera de la cantante estadounidense Christina Aguilera, promocionado como una versión remix. Fue lanzando en diciembre de 1999 en los Estados Unidos. La canción fue escrita por Shelly Peiken y Guy Roche y producida por este último escritor. En la canción, Christina quiere agradecer a un chico que estaba junto a ella, y no lo abandonó mientras ella estaba confundida y "necesitaba tiempo para respirar"
A pesar de que la canción es considerada uno de los mayores éxitos de Christina, RCA Records estuvo a punto de lanzar el tema "So Emotional" como segundo sencillo en lugar de "What a Girl Wants". Aguilera se opuso al lanzamiento de "So Emotional" puesto a que sentía que ella iba a terminar siendo una chica de un único hit y no era su objetivo.
La canción logró la posición número 1 en la lista Billboard Hot 100, es considerada por la revista Billboard como la canción del milenio, ya que se encontraba en la posición número uno en dicha lista cuando entró el año 2000 el cual le dio entrada al nuevo milenio junto con dicha canción. La canción obtuvo una candidatura al premio Grammy por la categoría Mejor Interpretación Pop Femenina, y estuvo nominada a 5 premios MTV en la ceremonia MTV Video Music Awards.
La canción logró posicionarse número 5 en Canadá, 8 en Bélgica, 7 en Irlanda, 3 en Reino Unido, y número 1 en Nueva Zelanda, Estados Unidos y en el Chart Mundial. Obtuvo certificaciones en varios países de disco de oro en los Estados Unidos por vender más de 500 000 copias, Suecia por vender 10 000 copias, Australia por 35 000 copias, Nueva Zelanda 5 000 y al igual que Bélgica por sus altas ventas. En el mundo entero obtuvo 2 veces disco de platino por vender 4 261 000.
Actualmente es una de las canciones más reconocidas de Christina, también hay una versión en español titulada "Una Mujer" en su único álbum en español Mi reflejo, pero la versión en español no tuvo ninguna promoción como la versión en inglés. Aguilera ha interpretado la canción en todas sus giras como fue en el caso de la gira de su álbum Stripped donde la interpretó sin ningún tipo de cambio y demostrando la gran capacidad vocal que la identifica, y en la promoción de su gira de Back to Basics la interpretó de modo de Jazz.
En el 2008 la canción fue escogida por Christina para pertenecer en el primer álbum recopilatorio de éxitos titulado Keeps Gettin' Better: A Decade of Hits para las versiones de Estados Unidos y América Latina.

## Escritura, producción y grabación
La canción fue escrita por Shelly Peiken y Guy Roche y producida por este último escritor. En la canción, Christina quiere agradecer a un chico que estaba junto a ella, y no lo abandonó mientras ella estaba confundida y "necesitaba tiempo para respirar". Él sabía exactamente lo que su chica quería y necesitaban ("What a Girl Wants, what a girl needs" en inglés). A diferencia de su sencillo anterior, "Genie in a Bottle", esta canción no trata del aspecto sexual de las relaciones, sino más bien la parte romántica y amorosa de ellas, a pesar de que alguna parte de la canción sugiere lo contrario como por ejemplo en la estrofa " What I want is what you got, What you got is what I want" que quiere decir en español "Lo que quiero es lo que tienes, lo que tienes es lo que quiero". En el 2000, Christina incluyó el tema en versión en español en su álbum Mi reflejo.

## Problemas de lanzamiento

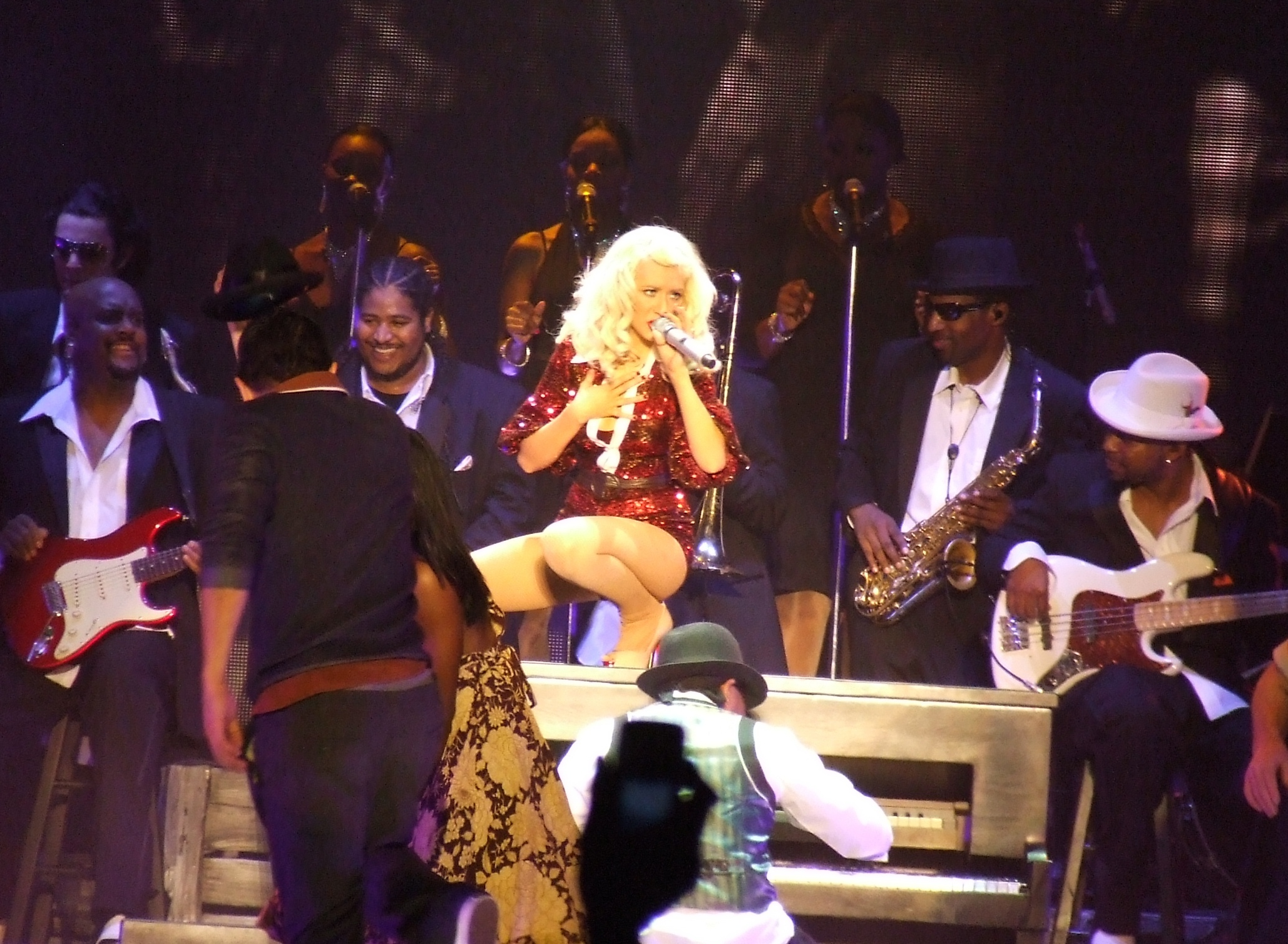
Christina interpretando What a Girl Wants en la gira de su álbum Back to Basics.

Aunque se la considera uno de los mayores éxitos de Christina, RCA Records estuvo a punto de lanzar el tema "So Emotional" como segundo sencillo en lugar de "What a Girl Wants". Aguilera se opuso al lanzamiento de "So Emotional" puesto a que sentía que ella iba a terminar siendo una chica de un único hit y no era su objetivo. RCA Records no quería a "What a Girl Wants" como sencillo, pero Christina insistió. Finalmente, su sello cedió, y "What a Girl Wants" obtuvo el visto bueno para ser el próximo sencillo. Sin embargo, Aguilera aún no se sentía cómoda porque «la canción no tiene un potencial único en su forma actual». En su lugar, decidió que la canción debía ser remezclada y regrabada (porque sentía que la canción no iba a ser exitosa en la radio). La canción fue hecha nuevamente, manteniendo gran parte de la melodía original, pero se mostró más entusiasmo por parte de Christina que en nueva versión, había nueva letra, un nuevo puente, un nuevo estilo y las nuevas voces de gran alcance, ya que la voz de Aguilera había madurado desde que grabó el álbum.
Como la nueva versión de la canción no estaba en el álbum original, el disco fue relanzado con la versión nueva sustituyendo a la versión original. La nueva versión de la canción fue incluida en la mayoría de las versiones del sencillo.

## Vídeo musical
El vídeo musical fue dirigido por Diane Martel; puesto que se trata de una versión remix contiene coreografías sencillas. Las locaciones donde se dio lugar a la filmación del videoclip fue en una habitación de una mansión ambientada como una pista de baile y un camerino a la vez. El vídeo inicia cuando entran Christina, sus bailarinas y un grupo de chicos que las miran montar la coreografía durante casi todo el videoclip. Después hay una pequeña fracción del vídeo donde Aguilera aparece como una princesa medieval acostada en una cama y canta parte de su canción. Al final del vídeo ella sonríe mientras su novio la abraza. Paula Abdul usó las mismas locaciones años atrás para su video "Cold Hearted".
En la actualidad podemos ver las influencias generadas por el tema y video. Hilary Duff a fines de septiembre de 2014 estrenó por Vevo "All About You", el cual fue claramente inspirado en el video de Aguilera, una de las mayores influencias de Hilary.

## Rendimiento en las listas musicales

### América

Según la revista Billboard, "What a Girl Wants" es la canción del milenio, ya que se encontraba en el número 1 de Billboard Hot 100 cuando empezó el nuevo milenio.

"What A Girl Wants" ingresa al Billboard Hot 100 en la posición número 71 varias semanas antes de su lanzamiento. Llega al puesto número 1 al cabo de ocho semanas de su primer ingreso y permaneció en el puesto durante las dos primeras semanas del año 2000, al igual que en la lista Hot 100 Singles Sales siendo nombrada por Billboard "La canción del nuevo milenio". El sencillo le dio a Christina un lugar en los artistas más importantes del momento, debido a que ya era el segundo sencillo de la artista en llegar al número 1 y en convertirse en un gran éxito, pero no del mismo nivel de "Genie In A Bottle". El sencillo también alcanzó la posición número 2 en el Hot 100 Airplay dado a la gran audiencia que la canción gozó. Logró encabezar las listas Top 40 Tracks, Top 40 Mainstream y Rhythmic Top 40, e ingresó al Latín Pop Songs (donde la canción fue nombrada la número 22 más exitosa de la historia en esta categoría) llegando al número 29 y al Adult Pop Songs llegando al número 31. Una versión CD Maxisencillo lanzada mientras la canción estaba en las listas, ayudó a que la canción llegara al puesto número 2 en el Hot Dance Music/Maxi-Singles Sales. Lamentablemente en términos de clubes/antros la canción no obtuvo un gran éxito, alcanzando el número 18 de la lista Hot Dance Club Play. El tema fue certificado disco de oro por vender más de 500,000 sencillos en el país. Según Nielsen SoundScan, hasta septiembre de 2012, "What a Girl Wants" vendió 599 000 copias en Estados Unidos, donde se convirtió en el segundo sencillo más vendido de Aguilera en formato material, después de "Genie in a Bottle" (1999). En Canadá el tema alcanzó la posición número 5, convirtiéndose en un éxito en el país. Al final del año, el tema fue el número 19 en la lista anual de Estados Unidos.

### Europa
"What A Girl Wants" gozó de una popularidad bastante alta en Europa, logrando la posición número 4 en la lista de sencillos del continente. La canción alcanzó la posición número 3 en el Reino Unido y acumuló ventas superiores a las 160,000 copias ahí. Ingresó al Top 10 de Bélgica e Irlanda, y al Top 20 en Alemania, Finlandia, Francia, Italia y Suiza. En Austria el sencillo llegó únicamente a la posición número 22 y en Suecia a la número 24, pero en este último logró venderse fuertemente, ganando la certificación de Oro por superar las 10,000 copias vendidas.

### Oceanía
En Oceanía, "What A Girl Wants" fue muy popular. En Australia, el sencillo se posicionó en el número 5 y logró ser certificada Oro por la ARIA por vender más de 35,000 sencillos en el lugar. En Nueva Zelanda, el sencillo fue más popular todavía. Llegó al número 1 y se mantuvo en la posición durante cinco semanas, siendo el único lugar donde superó la posición de "Genie In A Bottle", pero en ventas no, debido a que fue certificado Oro por vender más de 7,500 sencillos en el país, mientras que "Genie In A Bottle" fue certificada Platino por vender 15,000 sencillos. Se ubicó en la posición número 32 en la lista anual de Nueva Zelanda.

## Versión propia en español
En el 2000 Aguilera versionó la canción "What a Girl Wants" por una en español llamada "Una mujer" la cual está incluida en el primer álbum en español de la cantante titulado Mi reflejo.
La compañía discográfica de Christina Aguilera no solo incluyó esta versión en español de "What a Girl Wants" si no también lo hizo con los sencillos "Genie in a Bottle", "Come On Over Baby (All I Want Is You)" y "I Turn to You" —provenientes del álbum homónimo de Aguilera, Christina Aguilera— con las versiones tituladas "Genio atrapado", "Ven conmigo (Solamente tú)" y "Por siempre tú". Pero a diferencia de estas tres versiones, la canción "Una mujer" nunca llegó a ser sencillo oficial ni promocional del álbum y tampoco contó con vídeo musical. Además "Una mujer" no fue el única canción versionada del álbum homónimo de Aguilera que no obtuvo promoción, también se tomó la canción "Reflection" con la versión en español titulada "Mi reflejo".

## Presentaciones en giras

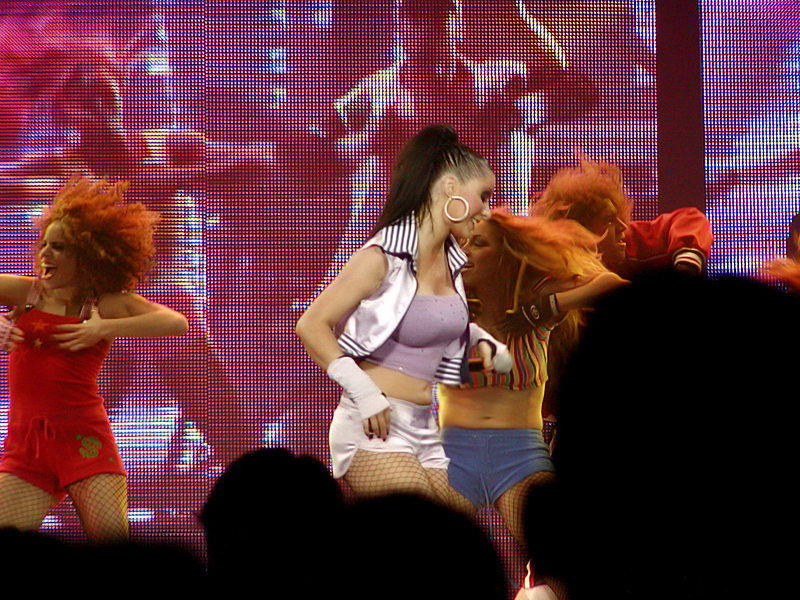
Christina durante la interpretación de "What a Girl Wants" en su gira Stripped World Tour. En este tour, interpretaba el tema con un estilo "encore".

Christina presentó en vivo "What A Girl Wants" en cuatro de sus giras:
- Sears & Levis US Tour (2000): La canción cerraba los conciertos de su primera gira.
- Latin American Tour (2001): También cerraba los conciertos y cantándola en su idioma original, aunque también tiene su versión en español Una Mujer.
- Stripped World Tour (2003): Penúltima y última canción pop en cantar, sale con un traje similar al de su canción Can't Hold Us Down, ya que se tratan de temas femeninos.
- Back To Basics World Tour (2006): En una nueva versión reggae.

## Premios
El sencillo obtuvo cinco candidaturas a los premios MTV Video Music Awards y una candidatura a la ceremonia de los Grammys.
| Año  | Ceremonia              | Categoría                         | Resultado |
| ---- | ---------------------- | --------------------------------- | --------- |
| 2000 | Teen Magazine Award    | Mejor Canción de Poder Femenino   | Ganó      |
| 2000 | MTV Video Music Awards | Mejor video Femenino              | Nominada  |
| 2000 | MTV Video Music Awards | Mejor Video Pop                   | Nominada  |
| 2000 | MTV Video Music Awards | Mejor Artista Nuevo en una video  | Nominada  |
| 2000 | MTV Video Music Awards | Elección de la audiencia          | Nominada  |
| 2000 | MTV Video Music Awards | Mejor Coreografía en un video     | Nominada  |
| 2001 | Grammy Awards          | Mejor Interpretación Pop Femenina | Nominada  |
| 2001 | BMI Awards             | Escritura                         | Ganó      |

## Listas musicales de canciones
| América        |                   |    |    |   |    |
| Canadá         | Top 100 Singles   | 73 | 5  | 1 | 17 |
| Estados Unidos | Billboard Hot 100 | 71 | 1  | 2 | 24 |
| Europa         |                   |    |    |   |    |
| Alemania       | Top 100 Singles   | 31 | 18 | 1 | 11 |
| Austria        | Top 40 Singles.   | 34 | 22 | 1 | 8  |
| Bélgica        | Top 50 Singles.   | 40 | 8  | 8 | 13 |
| Finlandia      | Top 20 Singles.   | 12 | 12 | 1 | 5  |
| Francia        | Top 100 Singles.  | 25 | 11 | 1 | 15 |
| Irlanda        | Top 50 Singles.   | 9  | 7  | 1 | 9  |
| Italia         | Top 50 Singles.   | 23 | 20 | 2 | 4  |
| Reino Unido    | Top 75 Singles    | 89 | 3  | 1 | 13 |
| Suecia         | Top 60 Singles    | 49 | 24 | 2 | 12 |
| Suiza          | Top 100 Singles   | 57 | 17 | 2 | 17 |
| Oceanía        |                   |    |    |   |    |
| Australia      | Top 50 Singles    | 24 | 6  | 1 | 18 |
| Nueva Zelanda  | Top 40 Singles    | 39 | 1  | 5 | 13 |

| Predecesor: "Smooth" de Santana con Rob Thomas | Sencillo número uno en el Billboard Hot 100 15 de enero de 2000 | Sucesor: "I Knew I Loved You" de Savage Garden |

### Anuales
| América                              |    |
| Estados Unidos Billboard Hot 100     | 19 |
| Estados Unidos Hot 100 Singles Sales | 16 |
| Estados Unidos Hot 100 Airplay       | 25 |
| Europa                               |    |
| French Top 100 Singles               | 95 |
| Suiza Top 100 Singles                | 84 |
| Oceanía                              |    |
| Nueva Zelanda Top 40 Singles         | 32 |

## Certificaciones
| América        |     |          |
| Estados Unidos | Oro | 500.000+ |
| Europa         |     |          |
| Suecia         | Oro | 10.000+  |
| Oceanía        |     |          |
| Australia      | Oro | 35.000+  |
| Nueva Zelanda  | Oro | 5.000+   |

## Formatos
| CD Single Versión: EE.UU./Alemania |                           |                 |       |
| 1                                  | "What a Girl Wants"       | Segunda Versión | 03:22 |
| 2                                  | "What a Girl Wants"       | Smooth Mix      | 03:30 |
| 3                                  | "Too Beautiful for Words" |                 | 04:11 |

| CD Promo: EE.UU. |                     |                        |       |
| 1                | "What a Girl Wants" | Radio Edit             | 03:22 |
| 2                | "What a Girl Wants" | Versión Original       | 3:52  |
| 3                | "What a Girl Wants" | Suggested Callout Hook | 0:11  |

| CD Promo Remixes: EE.UU. |                     |                                    |       |
| 1                        | "What a Girl Wants" | Thunderpuss 2000 Dirty Club Mix    | 06:33 |
| 2                        | "What a Girl Wants" | Fiesta Club Mix                    | 06:13 |
| 3                        | "What a Girl Wants" | Thunderpuss 2000 Dark Club Mix     | 08:49 |
| 4                        | "What a Girl Wants" | Eddie Arroyo Long Dance Mix        | 08:07 |
| 5                        | "What a Girl Wants" | Eddie Arroyo Down Tempo Killer Mix | 04:07 |

| CD Single Versión: EE.UU. 2 pistas |                     |                 |       |
| 1                                  | "What a Girl Wants" | Segunda Versión | 03:20 |
| 2                                  | "We're a Miracle"   |                 | 04:19 |

| CD Single Versión: EE.UU. 3 pistas |                     |            |       |
| 1                                  | "What a Girl Wants" | Smooth Mix | 03:30 |
| 2                                  | "What a Girl Wants" | Radio Edit | 03:20 |
| 3                                  | "Callout Hook"      |            |       |

| CD-Maxi |                     |                             |       |
| 1       | "What a Girl Wants" | Thunderpuss Fiesta Club Mix | 06:16 |
| 2       | "What a Girl Wants" | Thunderpuss Dirrty Club Mix | 06:36 |
| 3       | "What a Girl Wants" | Eddie Arroyo Long Dance Mix | 08:10 |
| 4       | "What a Girl Wants" | Eddie Arroyo Tempo Mix      | 04:20 |

| CD Promo:UK |                     |            |       |
| 1           | "What a Girl Wants" | Radio Edit | 03:36 |
| 2           | "What a Girl Wants" | Smoot Mix  | 03:30 |

| CD Single Versión: UK 1 |                         | |       |
| 2                       | "What a Girl Wants"     | Segunda Versión | 03:22 |
| 2                       | "What a Girl Wants"     | Smooth Mix | 03:30 |
| 3                       | "Christina Álbum Medley | "I Turn to You", "So Emotional", "Somebody's Somebody", "Genie in a Bottle", "Come On Over Baby (All I Want Is You)" | 04:25 |

| CD Single Versión: UK 2 |                     |                                    |       |
| 1                       | "What a Girl Wants" | Segunda Versión                    | 03:22 |
| 2                       | "We're a Miracle"   |                                    | 04:09 |
| 3                       | "CD-Rom"            | Video musical de What a Girl Wants | 04:06 |

| CD Promo Versión: Japón |                     |                  |       |
| 1                       | "What a Girl Wants" | Versión Original | 03:52 |

| CD-Maxi Versión: Alemania |                           |            |       |
| 1                         | "What a Girl Wants"       | Radio Edit | 03:20 |
| 2                         | "What a Girl Wants"       | Smooth Mix | 03:30 |
| 3                         | "Too Beautiful for Words" |            | 04:1  |

Si quieres ver más versiones de What a Girl Wants, en Remixes de Christina Aguilera